# Wiera Timanowa
Wiera Wiktorowna Timanowa (ros. Вера Викторовна Тиманова; ur. 18 lutego 1855 w Ufie, zm. 22 lutego 1942 w Leningradzie) – rosyjska pianistka.
Urodziła się w zamożnej rodzinie w Ufie, gdzie spędziła dzieciństwo. Już w młodym wieku wykazywała zdolności muzyczne, a w wieku sześciu lat zaczęła pobierać naukę gry na fortepianie od lokalnych nauczycieli. Swój pierwszy publiczny występ miała w wieku dziewięciu lat. O tym koncercie napisała w swojej autobiografii: „Ogłoszenie koncertu zrobiło furorę w mieście. Bilety sprzedawały się szybko, a ja zarobiłam swój pierwszy tysiąc rubli. Wykonałam Koncert Mozarta i kilka utworów. Sukces był pełny”.
Jako uzdolnione dziecko zwróciła uwagę kompozytora Antona Rubinsteina, który bardzo dobrze wypowiadał się o jej potencjale. Oboje zostali bliskimi przyjaciółmi. Rekomendacja Rubinsteina doprowadziła do tego, że zdobyła sponsora w osobie lokalnego kupca, dzięki czemu mogła uczęszczać do Szkoły Zaawansowanej Gry na Fortepian Karolaa Tausiga w Berlinie. Następnie studiowała u Ferenca Liszta w Budapeszcie i stała się znaną pianistką w Rosji, Francji, Austrii, Wielkiej Brytanii, Niemczech i Turcji,  powracając do rodzinnej Ufy od czasu do czasu na występy. Ostatnią podróż do miejsca urodzenia odbyła w 1896 roku.
Wśród jej wielbicieli znaleźli się Aleksandr Borodin i Piotr Czajkowski, ten drugi który zadedykował jej Scherzo humoristique, część swoich sześciu utworów na fortepian solo. Przyjaźniła się także z czeskim dyrygentem i kompozytorem Eduardem Nápravníkiem. Napisał on dla niej „Fantazję” (1881), to 12-minutowy utwór oparty na trzech rosyjskich pieśniach ludowych, w tym „Pieśń o przewoźnikach na Wołdze”.
Do Rosji powróciła na stałe w 1907, osiedlając się w Petersburgu, gdzie dawała koncerty i uczyła gry na fortepianie. W tym samym roku nagrała szereg utworów na rolkach fortepianowych dla Welte-Mignon, w tym utwory Liszta, Siergieja Lapunowa, Maurycego Moszkowskiego i niezwykle trudną „Etiudę As-dur, op. 1”, nr 2 przypisywaną Paulowi de Schlözerowi. 
Po rewolucji 1917 roku, ze względu na swoje pochodzenie zaczęła krytykować nowe władze bolszewickie, ale mimo tego przyznano jej emeryturę dla artystów w wysokości 50 rubli, wystarczającą na sfinansowanie zatrudnienia pokojówki. Jej ostatni publiczny występ miał miejsce w 1937, gdy miała 82 lata. Zmarła z głodu podczas oblężenia Leningradu w lutym 1942 roku.